# Соболева, Надежда Александровна
Наде́жда Алекса́ндровна Со́болева (10 сентября 1935, Вичуга, Ивановская Промышленная область — 27 февраля 2023, Москва) — советский и российский историк, доктор исторических наук, главный научный сотрудник Института российской истории. Специализировалась на вспомогательных исторических дисциплинах: геральдике, сфрагистике, нумизматике, вексиллологии. Входила в Геральдический совет при Президенте Российской Федерации.

## Биография
Надежда Соболева работала в Институте российской истории с 1971 г., пройдя путь от младшего до главного научного сотрудника. Защитилака кандидатскую диссертацию «Экономические связи южной и западной Руси с Чехией в XIV—XV вв. (по данным нумизматики)» (1967) и докторскую диссертацию «Российская городская и областная геральдика XVIII—XIX вв.» (1985).
Автор более 300 научных трудов — монографий и статей, получивших высокую оценку научного сообщества как в России, так и за рубежом. Её перу принадлежат такие известные кнниги, как: «Российская городская и областная геральдика XVIII—XIX вв.» (М., 1981), «Старинные гербы российских городов» (М., 1985), «Русские печати» (М., 1991), «Очерки истории российской символики. От тамги до символов государственного суверенитета» (М., 2006), «Идентичность Российского государства языком знаков и символов. Эмблематики, геральдики, сфрагистики, вексиллологии» (М., 2018).
Член Геральдического совета при Президенте РФ (с 1996 г.), Почетный член отечественных и зарубежных геральдических сообществ, член Двусторонней комиссии историков России и Румынии (РАН и Академии Румынии), Археографической комиссии РАН, член Диссертационного совета ИРИ РАН.
В рамках программы «Гражданин России» Н. А. Соболевой было подготовлено несколько учебно-методических пособий для школ. За большой вклад в обеспечение единой государственной политики в области геральдики Надежда Александровна была отмечена благодарностью Президента РФ В. В. Путина, а также другими почетными наградами.
Скончалась 27 февраля 2023 года в Москве.